# Pearl (album)
Pearl este un album al cântăreței Janis Joplin, lansat pe 1 februarie 1971- la patru luni de la moartea sa în urma unei supradoze de heroină. Este al patrulea album al ei și primul înregistrat alături de Full Tilt Boogie. 

## Lista pieselor
1. "Move Over" (Janis Joplin) (3:43)
2. "Cry Baby" (Jerry Ragovoy, Sam Bell) (3:58)
3. "A Woman Left Lonely" (Dan Penn, Spooner Oldham) (3:29)
4. "Half Moon" (John Hall, Johanna Hall) (3:53)
5. "Buried Alive in The Blues" (Nick Gravenites) (2:29)
6. "My Baby" (Jerry Ragovoy, Mort Shuman) (3:26)
7. "Me and Bobby McGee" (Kris Kristofferson, Fred Foster) (4:33)
8. "Mercedes Benz" (Janis Joplin, Bob Neuwirth]], Michael McClure) (1:48)
9. "Trust Me" (Bobby Womack) (3:17)
10. "Get It While You Can" (Jerry Ragovoy, Mort Shuman) (3:27)

## Single-uri
- "Cry Baby" (1971)
- "Me and Bobby McGee" (1971)